# Chankonabe

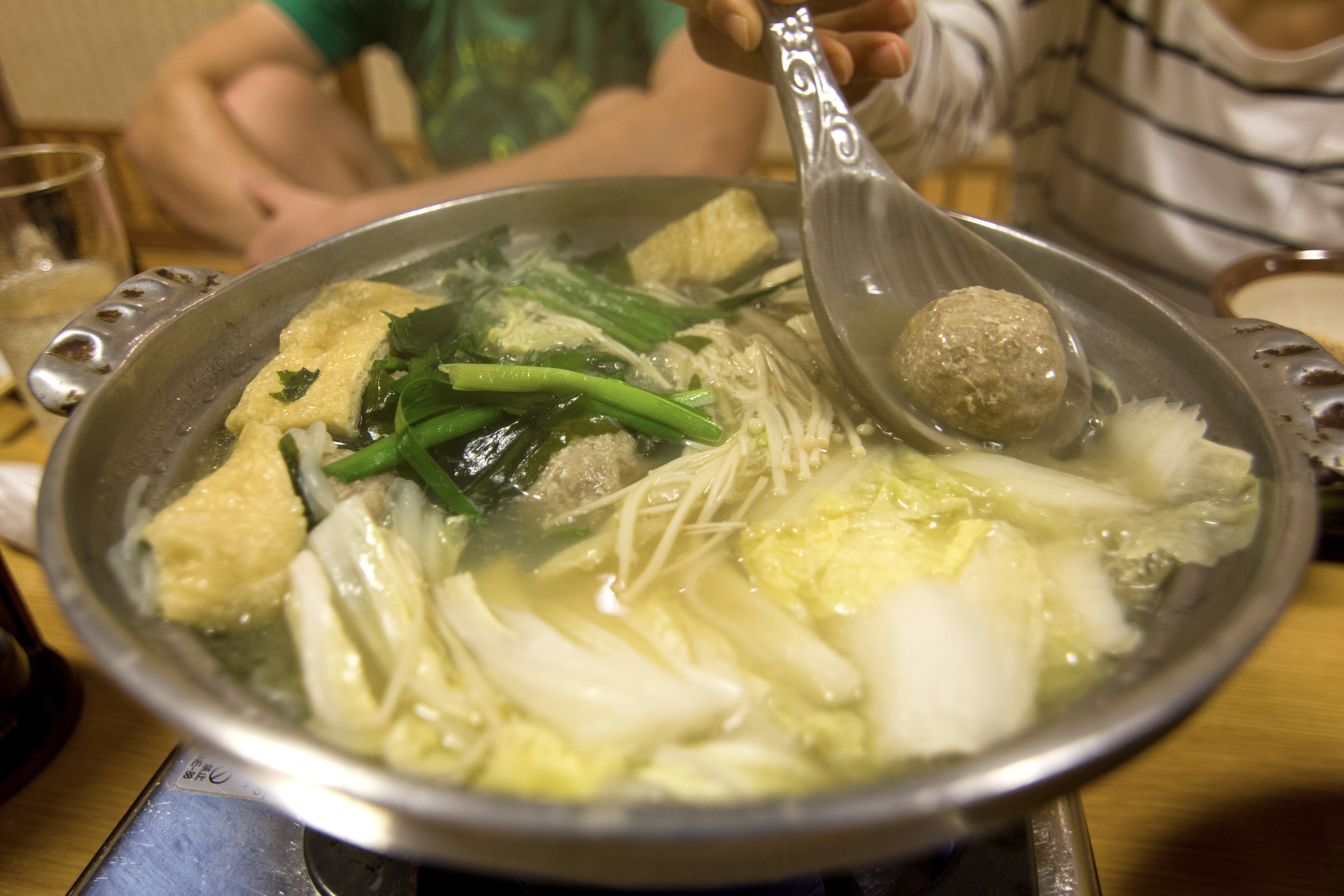
Ein Chankonabe-Eintopf

Chankonabe (japanisch ちゃんこ鍋) ist ein Eintopf (Nabemono, 鍋物) aus der japanischen Küche. Bekannt ist es vor allem als bevorzugtes Gericht von Sumō-Ringern.
Bei Chankonabe handelt es sich um einen herzhaften Nabemono mit Geflügel, Meeresfrüchten, Gemüse (Daikon, Chinakohl, Nira u. a.) Pilze (Enoki, Shiitake u. a.), der in einer Brühe eingekocht wird. Häufig werden zusätzlich protein- und kohlenhydratreiche Zutaten wie Kartoffeln, Reis, Nudeln oder Tofu (Yuba) verwendet. Dies erzeugt einen Eintopf mit hohem Energiegehalt, der dazu beiträgt, den beim Sumō gewünschten Gewichtszuwachs zu fördern. Chankonabe wird unter Sumō-Ringern nahezu täglich verzehrt, wobei ein etablierter Ringer wie Konishiki Yasokichi pro Mittagessen „10 große Teller“ davon leerte. In einem Sumō-Stall ist es üblich, dass die besten Ringer den Chankonabe zuerst essen dürfen, und sich die Novizen mit den Überresten begnügen müssen: Dies erzeugt ein zusätzliches Motivationsmoment. Gelegentlich gründen erfolgreiche Sumō-Ringer nach ihrer Karriere eigene Chankonabe-Restaurants.
Bei einem Chankonabe wird traditionell nur Geflügelfleisch benutzt (d. h. von zweibeinigen Tieren), aber nie Fleisch von vierbeinigen Tieren. Der Grund liegt darin, dass ein Sumō-Ringer immer auf zwei Beinen stehen muss, da er auf allen vieren verloren hat.